# Campo di via Lombroso
Il campo di via Cesare Lombroso (conosciuto anche come "campo di via Lombroso") è stato il primo stadio sportivo di Novara, di proprietà del Novara per 19 anni.
Fu il primo vero campo da calcio di Novara, tracciato nel 1912 in quella strada che all'epoca si chiamava "viale Dante Alighieri", poi ridenominata dall'amministrazione comunale nel 1919 quale "via Cesare Lombroso" e oggi inglobata in via Costantino Porta e via Gnifetti.
Il terreno fu donato dall'allora presidente del Novara ingegner Guido Beldì ed inaugurato alle ore 14 del 3 novembre 1912 dalla signora Camilla Beldì-Griffini, moglie del presidente, la madrina che ruppe la tradizionale bottiglia di spumante contro una delle porte e alla quale furono offerti dai calciatori due bellissimi mazzi di fiori.
All'inaugurazione presenziarono l'avvocato Giovanni Mauro, presente quale rappresentante della FIGC, il padrino e marchese Luigi Tornielli di Borgolavezzaro e l'avvocato Castoldi presidente del Torino.
Nell'occasione fu giocata la prima partita del campionato 1912-1913 tra Novara e Torino, conclusasi con il risultato di 1-2 con doppietta di Mosso III per la squadra di Pozzo e rete di Meneghetti per i padroni di casa.
Sulle colonne del Guerin Sportivo così si commentò l'avvenimento: "Il pubblico volle accorrere numeroso a collaudare le belle tribune a pilastrini di cemento armato. V'era gente persino sul campanile di San Gaudenzio. Terreno duro, cosparso di pirite bruciata".
Dopo la fine della Grande guerra da "campo di viale Dante Alighieri" diventa "campo di via Cesare Lombroso", denominazione che conserverà fino al 1927 quando, per onorare l'aviatore Roberto Forni, deceduto all'aeroporto di Cameri il 7 ottobre 1927, gli viene dedicato il campo di via Lombroso.
Nel 1922 fu ampliata la recinzione del campo e costruita una nuova tribuna più accogliente che fu inaugurata il 12 febbraio 1922 in occasione della partita di Prima Divisione Novara-Vicenza.
Nel 1925 viene affissa su un muro del campo di via Lombroso la targa eseguita dallo scultore Ettore Tantardini per ricordare i calciatori del Novara periti nel primo conflitto mondiale:
- Ettore Arduin;
- Agostino Bianchi;
- Augusto Boffa
- Angelo Bologna;
- Giacinto Giubertoni;
- Giuseppe Monetti;
- Ambrogio Santagostino;
- Angelo Vegis.

La lapide fu poi trasferita nel 1930 all'erigendo nuovo Stadio del Littorio e in seguito restaurata nel 2019.